# Кобаидзе, Степан Семёнович
Степан Семёнович Кобаидзе (1919 — неизвестно) — бригадир колхоза имени Кирова Цителицкаройского района Грузинской ССР. Герой Социалистического Труда.

## Биография
Родился в 1919 году в Сигнахском уезде Тифлисской губернии Грузинской демократической республики, ныне – Дедоплисцкаройского муниципалитета края Кахетия, Грузия. Грузин.
Получив начальное образование, работал в местном колхозе имени Кирова, с 1941 года – бригадиром полеводческой бригады на просторах Ширакской степи Цителицкаройского района Грузинской ССР. За самоотверженный труд в годы войны награждён медалью «За доблестный труд в Великой Отечественной войне 1941—1945 гг.»
Из года в год возглавляемая С. С. Кобаидзе бригада № 3 наращивала урожаи зерновых и других культур на закреплённом за ней участке в 600 гектаров. Если в 1945 году его бригада получила по 125 пудов пшеницы с каждого гектара, то в 1946 году урожай зерновых составил 205 пудов, 125 пудов кукурузы и 60 пудов подсолнуха, а на отдельном высокоурожайном участке в 20 гектаров было собрано по 39 центнеров пшеницы с каждого гектара.
Указом Президиума Верховного Совета СССР от 19 марта 1947 года за получение высоких урожаев пшеницы и ржи в 1946 году Кобаидзе Степану Семёновичу присвоено звание Героя Социалистического Труда с вручением ордена Ленина и золотой медали «Серп и Молот»
Этим же указом высокого звания был удостоен и председатель колхоза имени Кирова Кавтарадзе, Иван Алексеевич. Они оба и будущий бригадир из соседнего колхоза Меликишвили, Иван Андреевич, с которым Степан Семёнович постоянно соревновался, стали первыми Героями Социалистического Труда среди хлеборобов Грузинской ССР и одними из немногих в республике, удостоенных этого звания за высокие урожаи зерновых.
К 30-летию Октябрьской революции труженики его бригады взяли повышенные обязательства вырастить на всей площади посевов по 210 пудов пшеницы на гектаре, а на высокоурожайном участке в 100 гектаров – по 240 пудов с каждого гектара.
В послевоенные годы Четвёртой пятилетки (1946–1950) хлеборобы многоотраслевого колхоза имени Кирова продолжали наращивать сборы урожая зерновых и очень скоро достигли довоенного уровня. В колхозе успешно развивались овцеводство, свиноводство и пчеловодство, содержалось более 20 тысяч голов овец, 1500 голов крупного рогатого скота, на коневодческой ферме выращивались племенные кони.
Неоднократный участник Выставки достижений народного хозяйства (ВДНХ).
Проживал в селе Архилоскало ныне – Дедоплисцкаройского муниципалитета края Кахетия Грузия. Дата смерти не установлена.

## Награды
- Золотая медаль «Серп и Молот» (19.03.1947)[2]
- орден Ленина (19.03.1947)[3]
- Медаль «За трудовую доблесть»
- Медаль «В ознаменование 100-летия со дня рождения Владимира Ильича Ленина»
- Медаль «За доблестный труд в Великой Отечественной войне 1941—1945 гг.»
- Медаль «Ветеран труда»
- медали Выставки достижений народного хозяйства (ВДНХ)
- и другими